# Exetastes affinis
Exetastes affinis är en stekelart som beskrevs av Cresson 1865. Exetastes affinis ingår i släktet Exetastes och familjen brokparasitsteklar. Inga underarter finns listade i Catalogue of Life.